# Sự kiện Boianai
Sự kiện Boianai, còn gọi là Sự kiện Cha William Gill, là vụ một nhà truyền giáo Anh giáo, cộng tác viên của ông và một nhóm người bản địa đã tận mắt chứng kiến UFO xảy ra vào năm vào 1959 tại làng Boianai, thuộc Lãnh thổ Papua New Guinea.

## Diễn biến vụ việc
Đêm ngày 26 tháng 6 năm 1959 chắc chắn là một đêm không bình thường. Hôm đó, rất nhiều người đã chăm chú nhìn lên bầu trời sao và có những kí ức không thể xóa nhòa. Ngày hôm đó, Cha William Melchior Gill, cha xứ phụ trách truyền giáo của Giáo hội Anh ở Boianai, Papua New Guinea, ra sân đi dạo như thường lệ. Khi ngước nhìn lên bầu trời sao cao vời vợi, ông đột nhiên phát hiện ra một số vật thể sáng lấp lánh trên những tầng mây, khiến những đám mây phát ra một vầng hào quang. Thời gian trôi đi, những chùm sáng dần dần rõ hơn, cuối cùng hình hài của một sinh vật sống từ từ hiện ra trong ánh sáng chói lòa.
Cha Gill lập tức bị hiện tượng đó cuốn hút. Ông khẽ dụi mắt, cho là mình nhìn lầm. Nhưng khi ông mở mắt ra thì hình ảnh "người bay" vẫn còn trên không trung, đồng thời càng trở nên rõ nét hơn. Tiếp đó, lại xuất hiện thêm hình người thứ hai, thứ ba rồi thứ tư... Cả quá trình kéo dài gần 3 giờ đồng hồ, những người chứng kiến gồm 38 người là Cha Gill và các thành viên trong đoàn truyền giáo của ông. Sau khi chứng kiến hiện tượng này, Cha Gill đã lập tức ghi chép mọi thứ vào một cuốn sổ, đồng thời 25 người lớn chứng kiến sự việc đã kí tên vào sổ. Khi mọi người cho là cuộc sống đã trở lại bình thường thì chuyện đáng ngạc nhiên hơn xảy ra. Chiều tối ngày hôm sau, "người bay" lại xuất hiện một lần nữa. Lúc đó, Mặt Trời vừa mới xuống núi, một vật thể sáng lấp lánh xuất hiện giữa không trung. Lát sau, "người bay" bước ra từ vật thể giống như con tàu mẹ đó để hoạt động ở bên ngoài khoang. Đồng thời, trên bầu trời đêm xuất hiện thêm hai vật thể bay không xác định, trong đó có một chiếc ở ngay trên đỉnh đầu vị cha xứ, chiếc còn lại thì ở phía trên ngọn đồi cách ông ấy không xa.
Cha Gill ghi chép trong cuốn sổ tay về tình huống lúc đó như sau: "Hai sinh vật giống người đó lúc thì khom lưng, lúc thì giơ cánh tay lên giống như đang vận hành thử máy móc." Khi một người trong số họ nhìn xuống dưới, Cha Gill thử vẫy tay, và "người bay" đó cũng giơ cánh tay lên vẫy vẫy về phía ông, như thể hiểu được cách chào hỏi của ông. Lúc đó, một cậu bé cầm đèn pin rọi về phía vật thể phát sáng. đột nhiên, "người bay" trên không trung bắt đầu chao đảo như quả lắc đồng hồ, đồng thời vật thể phát sáng cũng tiến gần mặt đất hơn một chút. Mọi người dưới mặt đất hò hét chào đón họ tiếp đất nhưng không nhận được bất kỳ phản ứng nào. Vài ba phút sau, mấy "người bay" thi nhau trở lại tàu mẹ như thể đã mất hứng thú với mọi thứ dưới mặt đất. Tới thời điểm đó, họ đã lơ lửng trên không trung gần 1 giờ đồng hồ.  Về sau, bầu trời dần dần trở nên tối đen, các tầng mây cũng bắt đầu dày hơn, vật thể phát sáng và những "người bay" cùng nhau biến mất. Vào lúc 10 giờ 40 phút đêm, khi mọi người đang chìm vào giấc ngủ thì một loạt tiếng nổ cực lớn đột ngột đánh thức họ, nhưng khi chạy ra khỏi nhà thì họ lại không phát hiện ra thứ gì khác nữa.

## Điều tra và giải thích
Sau sự việc, lãnh đạo các nhóm nghiên cứu UFO dân sự đã gửi một lá thư kèm theo báo cáo kêu gọi các thành viên Quốc hội phải thúc giục lực lượng không quân điều tra và đưa ra câu trả lời cho sự kiện ở Boianai. Ngày 24 tháng 11 năm 1959, tại phiên họp của Quốc hội Liên hiệp Anh, E. D. Cash, một nghị sĩ Đảng Dân chủ đến từ Tây Úc, đã hỏi Bộ trưởng Không quân F. M. Ostern rằng liệu bộ phận của anh ta (cụ thể là Tình báo Không quân) đã điều tra các báo cáo về sự kiện Boianai hay chưa. Bộ trưởng không trả lời câu hỏi này, mà thay vào đó chỉ ra rằng hầu hết các trường hợp nhìn thấy UFO đều đã được giải thích, và chỉ có một tỉ lệ rất nhỏ (khoảng 3%) các trường hợp nhìn thấy là chưa có lời giải thích xác đáng. Từ đó, có thể thấy cơ quan quốc phòng của Anh không thực sự coi trọng sự việc này. Tuy vậy, cuối cùng, Bộ trưởng Quốc phòng Anh vẫn yêu cầu một bản báo cáo về sự việc, và Không quân Hoàng gia Úc (RAAF) đã phỏng vấn Cha Gill vào ngày 29 tháng 12 năm 1959, khoảng sáu tháng sau sự kiện. Theo lời Cha Gill, hai sĩ quan từ RAAF đã hỏi ông một số câu hỏi, sau đó đưa ra giả thuyết về vị trí của các ngôi sao và các hành tinh trong thời điểm diễn ra sự kiện. Cha Gill không gặp  lại họ lần nào nữa.
Cuối cùng, một viên chức cao cấp của RAAF là Tiểu đội trưởng F. A. Lang đã đưa ra kết luận: "Mặc dù Cha Gill có thể được coi là một người quan sát đáng tin cậy, nhưng các sự kiện xảy ra vào tháng 6 có thể chỉ là các hiện tượng tự nhiên, được tô màu bởi những sự kiện giật gân trong quá khứ và bị ảnh hưởng bởi tiềm thức của những người đam mê UFO. Trong thời gian xảy ra sự kiện, trời nhiều mây, có bão và sấm sét nhẹ. Mặc dù không thể đưa ra kết luận chắc chắn, nhưng từ góc của ánh sáng so với đường chân trời ở thời điểm đó, ta thấy được rằng ít nhất một số hình ảnh mà người dân đã quan sát được là của các hành tinh Sao Mộc, Sao Thổ và Sao Hỏa. Hiện tượng khúc xạ ánh sáng, vị trí của hành tinh so với người quan sát và chuyển động của đám mây sẽ tạo ấn tượng mạnh về kích thước và sự chuyển động nhanh. Ngoài ra, mật độ đám mây khác nhau có thể giải thích cho hình dạng con người, và việc hình ảnh này xuất hiện rồi biến mất đột ngột".
Trong những năm qua đã xuất hiện một số giả thuyết được đưa ra nhằm giải thích cho sự kiện Boianai, bao gồm nhầm lẫn do hiện tượng thiên văn, một trò chơi khăm nào đó, Cha Gill bị cận thị và loạn thị (trên thực tế, tại thời điểm nhìn thấy UFO, Cha Gill có đeo kính)... Đến nay, đây vẫn là sự kiện mục kích UFO có nhiều nhân chứng nhất, các nhân chứng cũng có lời khai đáng tin cậy nhất, nhưng lại chưa có lời giải thích nào thỏa đáng. Nhà điều tra UFO Martin Kottmeyer đã xem xét lại sự kiện này do có sự đồng cảm với giả thuyết tâm lý xã hội về UFO. Kottmeyer lưu ý rằng một số trường hợp tàu bay được tìm thấy trong văn hóa dân gian, chẳng hạn như Người Hà Lan bay nổi tiếng; do vậy, sự kiện Boianai có thể được giải thích bằng ảo ảnh liên quan đến một loại thuyền đánh cá mà Cha Gill và người bản địa không biết đến vì nó không có nhiều ở vùng biển New Guinea vào lúc đó.